# Bevelhebber der Zeestrijdkrachten
De bevelhebber der Zeestrijdkrachten (BdZ) was tot 2005 in Nederland de hoogste operationele functie binnen de Koninklijke Marine. De functie werd bekleed door een viceadmiraal. De BdZ stond rechtstreeks onder de minister van Defensie. Met de chef Defensiestaf, hoewel dat formeel de hoogste militaire adviseur van de minister is en nog één rang hoger, bestond geen hiërarchische relatie. De bevelhebber der Zeestrijdkrachten gaf leiding aan
- de commandant der Zeemacht in Nederland,
- de commandant der Zeemacht in Nederlands-Indië (tot (1949)
- de commandant der Zeemacht in het Caraïbisch Gebied en
- de commandant van het Korps Mariniers.

De functies van BdZ en die van chef van de Marinestaf werden door één persoon uitgeoefend.

## Historie
De functie van bevelhebber der Zeestrijdkrachten werd gecreëerd in 1939. De eerste bevelhebber der Zeestrijdkrachten was viceadmiraal J.Th. Fürstner.
Viceadmiraal Ruurt Klaver had sinds 25 april 2003 het bevel over de Koninklijke Marine. 
Vanaf 5 september 2005 bestaat de functie 'bevelhebber der Zeestrijdkrachten' niet meer. 
Er is vanaf die datum wel een commandant Zeestrijdkrachten, die hiërarchisch onder de commandant der Strijdkrachten valt.

### Lijst van bevelhebbers der Zeestrijdkrachten
- 1939 - 1945 luitenant-admiraal J. Th. Fürstner
- 1945 - 1948 luitenant-admiraal C.E.L. Helfrich
- 1948 - 1951 viceadmiraal jhr. E.J. van Holthe
- 1951 - 1956 viceadmiraal A. de Booy
- 1956 viceadmiraal F.T. Burghard
- 1956 - 1959 viceadmiraal H.H.L. Pröpper
- 1959 - 1963 viceadmiraal L. Brouwer
- 1963 - 1967 viceadmiraal A.H.J. van der Schatte Olivier
- 1967 - 1967 commandeur R.M. Elbers (waarnemend)
- 1967 - 1968 viceadmiraal H.M. van den Wall Bake
- 1968 - 1972 viceadmiraal J.B.M.J. Maas
- 1972 - 1975 viceadmiraal E. Roest
- 1976 - 1979 viceadmiraal B. Veldkamp
- 1979 - 1982 viceadmiraal H.L. van Beek
- 1982 - 1985 viceadmiraal J.H.B. Hulshof
- 1985 - 1989 viceadmiraal C.H.E. Brainich von Brainich Felth
- 1989 - 1992 viceadmiraal jhr. H. van Foreest
- 1992 - 1995 viceadmiraal N.W.G. Buis
- 1995 - 1998 viceadmiraal L. Kroon
- 1998 - 2003 viceadmiraal C. van Duyvendijk
- 2003 - 2005 viceadmiraal R.A.A. Klaver